# All-New Halloween Spooktacular!
"All-New Halloween Spooktacular!" (no Brasil, "Um Halloween Assustadoramente Inédito!") é o sexto episódio da minissérie de televisão americana, WandaVision, baseado nos personagens Wanda Maximoff / Feiticeira Escarlate e Visão da Marvel Comics. O episódio segue vários agentes do governo enquanto investigam o por quê e como Wanda e Visão estão levando uma vida fantasiosa dentro de uma sitcom na cidade de Westview. O episódio se passa no Universo Cinematográfico Marvel (UCM), dando continuidade aos filmes da franquia. Foi escrito por Peter Cameron e Mackenzie Dohr e dirigido por Matt Shakman.
Elizabeth Olsen e Paul Bettany reprisam seus respectivos papéis como Wanda Maximoff e Visão da série de filmes, estrelando ao lado de Teyonah Parris, Evan Peters, Randall Park, Kat Dennings e Kathryn Hahn. O diretor Matt Shakman se juntou à série em agosto de 2019. O episódio é uma homenagem às sitcoms do final dos anos 1990 e início dos anos 2000, especificamente Malcolm in the Middle e episódios temáticos de Halloween. As filmagens aconteceram na área metropolitana de Atlanta, incluindo no Pinewood Atlanta Studios, e em Los Angeles.
"All-New Halloween Spooktacular!" foi lançado no Disney+ em 12 de fevereiro de 2021.

## Enredo
Agora que se passa no final dos anos 1990/início dos anos 2000, Wanda quer passar o primeiro Halloween de Tommy e Billy juntos como uma família, mas Vision diz a ela que ele vai patrulhar as ruas com o vigia do bairro. Pietro se oferece para intervir como uma figura paterna e pega as travessuras ou gostosuras dos meninos, causando alguns problemas com sua supervelocidade que Tommy herdou. Wanda é cética em relação a Pietro porque ele parece diferente, mas ele garante que ele é realmente seu irmão. Mais tarde, ele revela que sabe que Wanda está controlando a cidade e que está tudo bem com isso. Ele pergunta a Wanda como ela fez isso, mas ela diz que não sabe, ela só se lembra de sua dor. Enquanto isso, Vision explora mais longe de sua casa e encontra moradores nas ruas de Westview parados em suas posições, incluindo Agnes. Visão fala com o verdadeiro eu de Agnes e ela diz a ele que ele está morto e Wanda os está controlando antes que Visão a restaure a um estado de transe.
Fora de Westview, Hayward está preparando o S.W.O.R.D. para atacar Wanda, mas Monica, Darcy e Jimmy o alertam contra antagonizar Wanda, pois isso só pioraria as coisas e começaria uma guerra que eles não poderiam vencer. O diretor ordena que sejam expulsos do S.W.O.R.D. base para questionar sua autoridade, mas eles entram sorrateiramente para descobrir o que ele está escondendo. Eles invadem seu computador e descobrem que ele está rastreando a assinatura de vibranium de Visão. Eles também descobrem que ele tem o exame de sangue de Monica, que revela que as células dela estão mudando em um nível molecular como resultado de atravessar a fronteira duas vezes. Darcy fica para trás enquanto Monica e Jimmy vão encontrar um amigo para ajudar Monica a voltar para dentro do Hex para ajudar Wanda.
Visão tenta empurrar a parede estática, mas ele começa a se desintegrar. Darcy implora a Hayward para ajudar Visão, mas ele a algema em um carro. Billy sente que Visão está morrendo e diz a Wanda, que expande a parede estática hexagonal. Visão, Darcy e vários agentes da S.W.O.R.D. são absorvidos em sua realidade pela nova fronteira enquanto Hayward, Monica e Jimmy conseguem fugir.
Um comercial durante o programa WandaVision anuncia o iogurte Yo-Magic.

## Produção

### Desenvolvimento
Em outubro de 2018, a Marvel Studios informou que estava desenvolvendo uma série limitada estrelando Wanda Maximoff de Elizabeth Olsen e Visão de Paul Bettany dos filmes do Universo Cinematográfico da Marvel (UCM). Em agosto de 2019, Matt Shakman foi contratado para dirigir a minissérie. Shakman e o redator principal Jac Schaeffer são produtores executivos ao lado de Kevin Feige, Louis D'Esposito e Victoria Alonso da Marvel Studios. Feige descreveu a série como parte de uma "sitcom clássica", uma parte "épica da Marvel". O sexto episódio, intitulado "All-New Halloween Spooktacular!", foi escrito por Chuck Hayward e Peter Cameron, com as cenas ambientadas na realidade da sitcom em homenagem ao final dos anos 1990 e início dos anos 2000.

### Roteiro
O episódio é uma homenagem à sitcom Malcolm in the Middle, bem como ao fato de que muitas sitcoms apresentam episódios temáticos de feriados, como os do Halloween. A série apresenta comerciais falsos que Feige disse que mostrariam "parte das verdades do programa começando a vazar", com "All-New Halloween Spooktacular!" incluindo um comercial que anuncia o iogurte Yo-Magic, que foi feito em claymation e apresentava o slogan "o lanche para sobreviventes". Dais Johnson, da Inverse, descreveu o comercial como apresentando uma "estética tingida de Rocket Power da juventude milenar", enquanto Josh St. Clair, da Men's Health, o comparou a anúncios de Go-Gurt e Kool-Aid que foram ao ar em redes de televisão infantis no início dos anos 2000. Abraham Riesman, do Vulture, disse que este foi o comercial mais estranho da série até agora, enquanto Thomas Bacon da Screen Rant disse que foi "particularmente impressionante" e sentiu que resumia o tema geral de todos os outros comerciais: "a ideia de que , com todo o seu poder, Wanda foi incapaz de repelir a própria morte".

### Elenco
O episódio é estrelado por Paul Bettany como Visão, Elizabeth Olsen como Wanda Maximoff, Teyonah Parris como Monica Rambeau, Evan Peters como Pietro Maximoff, Randall Park como Jimmy Woo, Kat Dennings como Darcy Lewis e Kathryn Hahn como Agnes.
Os filhos de Wanda e Visão têm papéis no episódio, com Julian Hilliard como Billy e Jett Klyne como Tommy. Também aparecem no episódio Josh Stamberg como S.W.O.R.D. Diretor Tyler Hayward, Alan Heckner como S.W.O.R.D. Agente Monti e Selena Anduze como S.W.O.R.D. Agente Rodriguez. Em um flashback da infância de Maximoff, os jovens Wanda e Pietro são respectivamente retratados por Sophia Gaidarova e Joshua Begelman, com Stephanie Astalos-Jones como a velha desdentada. Adam Gold e Tristen Chen forneceram as vozes do tubarão e da criança, respectivamente, no comercial. Imagens de arquivo de Aaron Taylor-Johnson como Pietro do filme  Avengers: Age of Ultron  (2015) é usado na recapitulação no início do episódio.

### Filmagem e design
As filmagens no estúdio ocorreram no Pinewood Atlanta Studios em Atlanta, Georgia, com direção de Shakman, e Jess Hall servindo como diretor de fotografia. As filmagens também aconteceram na área metropolitana de Atlanta, com backlot e filmagens ao ar livre ocorrendo em Los Angeles quando a série retomou a produção após um hiato devido à pandemia de COVID-19 Wanda e Visão usam fantasias de Halloween inspiradas nas fantasias de super-heróis de suas contrapartes em quadrinhos no episódio. Olsen sentiu que esta era a maneira perfeita de usar um traje preciso de quadrinhos para seu personagem, já que ela achava que "você não pode levar esse traje a sério" normalmente.

### Animação e efeitos visuais
Os efeitos visuais para o episódio foram criados por The Yard VFX, Industrial Light & Magic, Rodeo FX, Monsters Aliens Robots Zombies, Framestore, Cantina Creative, Perception, Rise FX, Digital Domain, e SSVFX. A animação foi fornecida pela Titmouse enquanto o Acho Studios forneceu a animação stop-motion para o comercial.

### Música
Os compositores da música tema Kristen Anderson-Lopez e Robert Lopez encontraram a década de 1990 como a era mais desafiadora para escrever uma música tema, devido ao fato de ambos estarem na faculdade durante aquela década, quando não tinham televisão . A música para este episódio, "Let's Keep it Going", é uma faixa de punk rock alternativa semelhante a "Boss of Me" de They Might Be Giants, a música tema de Malcolm in the Middle. Ele passou por três conjuntos diferentes de letras, e foi interpretado por Anderson-Lopez e a artista de riot grrrl Kathleen Hanna. Anderson-Lopez sentiu que a performance de Hanna na pista adicionou uma "autenticidade incrível" a ela. Como o episódio mostra as coisas começando a se desenrolar para Wanda, Lopez e Anderson-Lopez queriam que a música-tema tivesse um elemento caótico e um sentimento de alienação. A trilha sonora do episódio foi lançada digitalmente pela Marvel Music e Hollywood Records em 19 de fevereiro de 2021, com a trilha do compositor Christophe Beck. A primeira faixa é a música tema do episódio escrita por Anderson-Lopez e Lopez.
| N.º            | Título                | Duração |  |
| 1.             | "Let's Keep It Going" | 0:56    |  |
| 2.             | "Traffic Light"       | 0:30    |  |
| 3.             | "Fish to Share"       | 0:15    |  |
| 4.             | "Water Balloon"       | 0:31    |  |
| 5.             | "Chile Con Carne"     | 0:33    |  |
| 6.             | "Hayward's Secrets"   | 2:08    |  |
| 7.             | "Yo Magic"            | 0:43    |  |
| 8.             | "Frankenherb"         | 1:01    |  |
| 9.             | "Charming As Hell"    | 0:46    |  |
| 10.            | "Dead or Alive"       | 4:51    |  |
| 11.            | "Super Speed"         | 0:42    |  |
| 12.            | "Freeze Framed"       | 0:56    |  |
| 13.            | "Hexpansion"          | 5:36    |  |
| Duração total: | Duração total:        | 19:28   |  |

## Divulgação
No início de dezembro de 2020, seis pôsteres para a série foram lançados diariamente, cada um representando uma década dos anos 1950 até os anos 2000. Charles Pulliam-Moore de io9 disse que como Wanda e Visão estavam vestindo trajes semelhantes aos dos quadrinhos do pôster, e sentiram a remoção da luz amarela, vista em alguns dos pôsteres anteriores, "poderia ser um indicativo de Visão sendo um pouco removida de tudo o que está acontecendo com Wanda ". Após o lançamento do episódio, a Marvel anunciou mercadorias inspiradas no episódio como parte de sua promoção semanal "Marvel Must Haves" para cada episódio da série, incluindo camisetas, acessórios, utensílios domésticos e Funko Pops dos personagens em suas fantasias de Halloween.

## Lançamento
"All-New Halloween Spooktacular!" foi lançado no Disney + em 12 de fevereiro de 2021.

## Recepção da crítica
O site de agregador de críticas, Rotten Tomatoes, relatou uma taxa de aprovação de 94% com uma pontuação média de 7,75/10 com base em 16 resenhas.
O crítico Stephen Robinson da The A.V. Club, deu ao episódio um "A–". Discutindo o discurso do diretor Hayward para Monica, Robinson o chamou de "um monólogo vilão e não exatamente sutil" e ficou feliz por Hayward "não ser um vilão metódico que convincentemente faz o papel de Cara Bonzinho até a reviravolta dramática na história". Robinson também elogiou Hahn em sua cena com Visão. Matt Purslow, do IGN, disse que "WandaVision foi ficando cada vez mais forte a cada novo episódio, e essa tendência certamente não para no Episódio 6. Embora possa não ter uma surpresa tão bizarra quanto o visitante inesperado da semana passada, o Episódio 6 retorna às vibrações de mistério inquietantes dos capítulos anteriores para um efeito mais silencioso, mas não menos espetacular." Purslow sentiu que Peters trabalhava como "o tio esquisito perfeito", e juntá-lo a Billy e Tommy ajudou a tornar esses dois personagens mais interessantes. A visão explorando a cidade para investigar produziu algumas das "imagens mais inquietantes" da série, enquanto Wanda estendendo o hexágono foi "um grande cenário para o episódio". Ele deu ao episódio 9 de 10. Christian Holub, que escreve para a Entertainment Weekly, gostou dos trajes de Halloween inspirados em quadrinhos de Wanda e Visão sendo transformados em piadas, já que ele sentiu que eles tinham "dois dos piores fantasias de super-heróis em" quadrinhos, dando "All-New Halloween Spooktacular!" um "B". Seu colega Chanceler Agard sentiu "um pouco de frio" com o episódio, pensando que era porque ele não tinha uma conexão emocional com Malcolm in the Middle, ou porque algo se "perdeu" alternando entre a realidade do sitcom e o S.W.O.R.D. material fora do Hex. No entanto, a cena entre Visão e Agnes o fez "sentar-se", chamando-a de uma "conversa muito breve, porém inquietante" e elogiando Hahn naquele momento.
Dando ao episódio 4 de 5 estrelas, Abraham Riesman da Vulture disse "Nem tudo neste episódio funcionou, mas as coisas boas, as coisas de Westview, foram literal e figurativamente mágicas". Falando sobre as fantasias de Halloween, elas foram "revigorantes e divertidas" de ver, já que as adaptações cinematográficas raramente incorporam adaptações diretas de fantasias de quadrinhos, mesmo que sejam "fan service". A cena entre Vision e Agnes foi "perturbadora", com Hahn "apenas acertando em cheio a horripilância da sitcom subvertida de uma forma que os episódios anteriores apenas aspiravam". Riseman também gostou da atuação de Peters no episódio. Também dando ao episódio 4 de 5 estrelas, Rosie Knight, escrevendo para Den of Geek, sentiu que era possível que alguns telespectadores ficassem decepcionados com o "All-New Halloween Spooktacular!" após os dois anteriores apresentou "grandes revelações", mas disse que este episódio "mostra o verdadeiro poder da WandaVision: a história emocional em seu coração". Knight gostou do desempenho de Peters, chamando-o de "pitch perfeito como o tio problemático irritante", e Vision tentando escapar do Hex um "momento sólido de herói trágico" para Bettany.
Alan Sepinwall, da Rolling Stone, disse "All-New Halloween Spooktacular!" foi o primeiro episódio da série em que o material da sitcom "não parece muito apresentado em aspas no ar", com as primeiras cenas aparecendo como "uma recriação mais convincente do que irônica". No entanto, ele ficou desapontado pelo episódio não ter se inclinado mais para o material da sitcom que estava se referindo além das primeiras cenas, pensando que Bettany poderia interpretar "um pai assustado muito divertido" e que a série estava "melhor equipada" para imitar uma série como Malcolm in the Middle do que The Dick Van Dyke Show ou Bewitched como feito nos primeiros episódios, onde "menos parecia ser mais" com o material da sitcom. Ben Travers do IndieWire foi mais crítico do episódio, dando-lhe um "C+", afirmando que houve "retorno zero na virada final [do episódio] passado, muito pouco progresso feito em direção a Wanda abordando seu trauma, e muitos vazios, menos que- demonstrações de força assustadoras. Além de sua estética de tela pequena semanal, WandaVision ainda se parece muito com um filme de longa-metragem inflado que continua arrastando sua história por meio de parcelas semanais inconvenientes."